# Kronika zločina u Modrićima
Kronika zločina u Modrićima hrvatski je kratkometražni dokumentarni film iz 2023. godine. Govori o ratnom zločinu počinjenom za vrijeme Domovinskog rata u zaseoku Modrići u Zatonu Obrovačkom, kada su pripadnici Martićeve milicije 26. siječnja 1993. ubili šest hrvatskih civila.
Režiju i scenarij filma potpisuje Luka Klapan, kojemu je to peti film o Domovinskom ratu, nakon filmova Pridraga: ratna  sjećanja, Glas Medviđe, Bruški martirij i  Korlat.
Film je realiziran u mikrobudžetnoj nezavisnoj produkciji „Jedine solucije”, udruge za audiovizualnu umjetnost, uz financijsku pomoć Općine Jasenice i Župe svetog Josipa Obrovac. Sniman je tijekom 2020., 2021. i 2022. godine. Premijerno je prikazan 26. siječnja 2023. u Maslenici.
2023. sudjelovao je na 24. Euro-mediteranskom marketu dokumentarnih filmova MEDIMED (The Euro-Mediterranean Documentary Market & Pitching Forum), koji je održan u Sitgesu kod Barcelone.
Iz zaseoka Modrići, u Zatonu Obrovačkom, potječe i nogometaš Luka Modrić, čiji je djed Luka Modrić isto ubijen u Domovinskom ratu. Njegovo se ubojstvo najčešće dovodi u vezu s filmom Kronika zločina u Modrićima, međutim Luka Modrić ubijen je 18. prosinca 1991. u Mekim Docima.

## Radnja
Dokumentarni film bavi se životom u sredini u kojoj je tijekom Domovinskog rata počinjen ratni zločin.
Film prati nekolicinu stanovnika Zatona Obrovačkog, a napose Jelenu Modrić, koja je tijekom počinjenja ratnog zločina izbjegla smrt.
Dana 26. siječnja 1993. za vrijeme vojno redarstvene operacije Maslenica, u Zatonu Obrovačkom, tada na okupiranom teritoriju Republike Hrvatske, u podrumu Jelenine kuće skrivale su se žene. Oko podne su odvedene jer im je rečeno da je po njih došao UNPROFOR. Jelena zorno svjedoči kako su potom odvedenih pet žena i jedan muškarac, kojeg su Martićevci naknadno zarobili, rafalom ustrijeljeni na ulazu u zaseok Modrići, na cesti ispred kuće Ivana Maričića. Tom prilikom Jelena i Luka Maričić, koji je ujedno
bio očevidac likvidacije, izbjegli su smrt.
Uz Jelenu Modrić u filmu se pojavljuje i Lukin sin Ivan Maričić zatim Ilija Modrić, Šime Maričić, Marija Maričić i Anđelka Pršo.

## Vanjske poveznice
- You Tube Trailer Chronicle of Crime in Modrići
- Jedina Solucija, udruga za audiovizualnu umjetnost
- Chronicle of Crime in Modrići